# Хуан Краус
Хуан Кра́ус (ісп. Juan Krauss; 10 червня 1664, Плзень — 1714, Буенос-Айрес) — аргентинський архітектор.

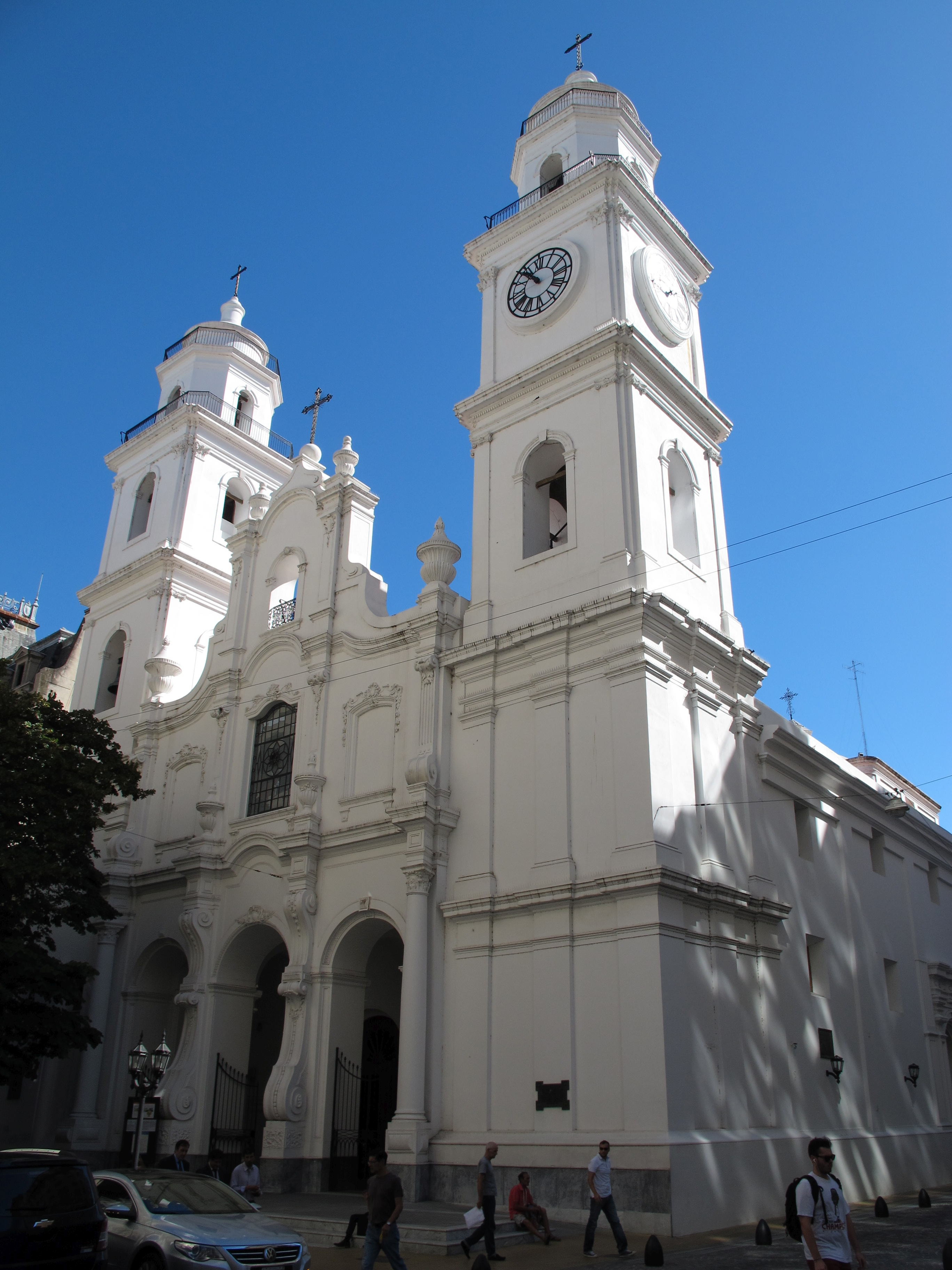
Церква Сан-Ігнасіо

Навчався в майстерні Р. Бланка. 1697 року переїхав до Аргентини. Автор плану церкви Сан-Ігнасіо в Буенос-Айресі.